# Comuna Ilirska Bistrica
Ilirska Bistrica (Občina Ilirska Bistrica) este o comună din Slovenia, cu o populație de 14.234 de locuitori (2002).

## Localități
Bač, Brce, Dobro Polje, Dolenje pri Jelšanah, Dolnja Bitnja, Dolnji Zemon, Čelje, Fabci, Gabrk, Gornja Bitnja, Gornji Zemon, Harije, Hrušica, Huje, Ilirska Bistrica, Jablanica, Janeževo Brdo, Jasen, Jelšane, Kilovče, Knežak, Koritnice, Koseze, Kuteževo, Mala Bukovica, Male Loče, Mereče, Nova vas pri Jelšanah, Novokračine, Ostrožno Brdo, Pavlica, Podbeže, Podgrad, Podgraje, Podstenje, Podstenjšek, Podtabor, Pregarje, Prelože, Prem, Račice, Ratečevo Brdo, Rečica, Rjavče, Sabonje, Smrje, Snežnik, Soze, Starod, Studena Gora, Sušak, Šembije, Tominje, Topolc, Trpčane, Velika Bukovica, Veliko Brdo, Vrbica, Vrbovo, Zabiče, Zajelšje, Zarečica, Zarečje